# La víctima perfecta (telenovela)
La víctima perfecta (en inglés: The perfect victim!), es telenovela venezolana realizada y transmitida por la cadena Venevisión en el año 2014 y distribuida internacionalmente por Venevisión International. Original de la escritora Mónica Montañés, producida por Carolina De Jacobo y dirigida por José Alcalde. 
Es protagonizada por Sonia Villamizar, con las participaciones antagónicas de Jean Carlo Simancas, Eduardo Orozco, Flavia Gleske y  Raquel Yánez. Contara además con las actuaciones protagónicas de Iván Tamayo, Anabell Rivero, Gigi Zanchetta, y Damián Genovese y la participación especial de Cynthia Lander.

## Sinopsis
“La víctima perfecta”, gira en torno a Quica, una gordita cuarentona, periodista y madre, que vive aterrada por todo lo que actualmente implica tener que vivir en la ciudad de Caracas, que además es la mejor amiga de Dulce “La víctima perfecta” mujer trastornada por la absurda idea de que en todo momento alguien quería asesinarla.
El vertiginoso e inesperado camino que toma la protagonista, poniendo en riesgo su propia vida para descubrir que fue lo que en realidad le sucedió a Dulce, muerta en extrañas circunstancias, es lo que engancha desde un primer momento al lector.
La historia además de generar con un terror impresionante, pues Quica en muchos momentos se ve cara a cara con la muerte, también toca el tema del sexo lo que le da un toque fascinante y distinto a la novela.

## Elenco
- Sonia Villamizar... Quica Alfreda Martín
- Cynthia Lander... Dulce Carol Montilla de Alvarado
- Jean Carlo Simancas...  Antonio Mendez Herrera
- Eduardo Orozco... Alejandro Alvarado Graterol
- Flavia Gleske... Francisca Guzmán
- Raquel Yánez... Alexandra Guzmán
- Iván Tamayo... José Andrés Manzano
- Anabell Rivero... Natalia Cifuentes
- Damián Genovese... Pedro Pérez
- Eileen Abad... Mariela González
- Sheryl Rubio... Anastasia Cifuentes
- Jonathan Montenegro... Alfonso Rivera
- Miguel Ferrari... Daniel Alejandro
- Norkys Batista... Fernanda Sarcos
- Gioia Arismendi... Amparo Ramírez
- Beba Rojas... Belén Argudo de Manzano
- Miguel Augusto Rodríguez - Facundo
- Carlos Pacheco - Orlando Villas
- Eva Blanco - Chela "Chelita"
- Josué Villaé - Ricky
- Daniela Alvarado - Daniela
- Luciano D' Alessandro - Matías Manzano
- Hilda Abrahamz - Morella Ferlini
- Marisa Román - Georgina
- Nohely Arteaga - Sara Montilla
- Alexander Da Silva - Héctor Rodríguez
- Deive Garcés - Antonio Jesús Manzano
- Mariángel Ruiz - Alma Guzmán
- Carlos Cruz - Miguel Olivares
- Rafael Romero - Daniel
- Paula Bevilacqua - Cristina "Cristinita" Ramírez
- Aileen Celeste - Helena Campos
- Carlos Felipe Álvarez - Iván
- Claudio de la Torre - Tomás de las Rivas
- María Antonieta Ardila - Faena
- Erick Ronsó - Alberto
- Guillermo Pérez
- Francisco Medina

- Datos: Q16588734